# Forcipomyia squamitibia
Forcipomyia squamitibia är en tvåvingeart som beskrevs av Lutz 1914. Forcipomyia squamitibia ingår i släktet Forcipomyia och familjen svidknott. Inga underarter finns listade i Catalogue of Life.